# 中国人民政治协商会议全国委员会秘书长
中国人民政治协商会议全国委员会秘书长（简称全国政协秘书长），是中国人民政治协商会议全国委员会常务委员会的组成人员之一，于1949年9月27日中国人民政治协商会议第一届全体会议上设立，其主要职责是协助主席工作，并和主席、副主席共同组成中国人民政治协商会议全国委员会主席会议，处理全国政协常务委员会的重要日常工作。全国政协秘书长候选人由参加中国人民政治协商会议全国委员会的各党派、团体、各民族和各界人士协商提名，经全国委员会全体会议选举产生。
全国政协另设副秘书长若干人，由秘书长提请常务委员会任免。副秘书长协助秘书长工作。秘书长、副秘书长共同组成中国人民政治协商会议全国委员会秘书长会议，秘书长主持秘书长会议工作。
截至2025年3月14日，共有15名政治人物曾担任过中国人民政治协商会议全国委员会秘书长，其中有1位女性，即李斌；有1位少数民族，即齐燕铭（蒙古族）。任职时间不满一届的有6位，即齐燕铭（第五届）、刘澜涛（第五届）、彭友今（第六届）、朱训（第八届）、夏宝龙（第十三届）、李斌（第十三届）；横跨多届的有4位，即徐冰（第二届、第三届）、周绍铮（第六届、第七届）、宋德敏（第七届、第八届）、郑万通（第九届、第十届）。任职时间最长的是平杰三，任职期限自1964年12月至1978年2月，共计13年2个月。任职时间最短的是齐燕铭，任职期限自1978年3月至1978年10月，共计7个月。现任全国政协秘书长是王东峰（第十四届），自2023年3月起任职，迄今2年。

## 历届秘书长
下表列出中国人民政治协商会议全国委员会历届秘书长的届次、任次、姓名、生卒年份、肖像、籍贯、就任时间、卸任时间、任职时长、任内要职和时任全国政协主席等信息。姓名下方仅有生卒年份者,表明此人为男性、汉族、中共党员。暂无肖像的，肖像显示为中国人民政治协商会议会徽。
| 届次 | 任次 | 姓名 （生卒年份）               | 肖像      | 籍貫      | 就任时间   | 卸任时间   | 任职时长  | 任内要职 | 时任全国 政协主席                                                                           | 资料        |
| ---- | ---- | ------------------------------- | --------- | --------- | ---------- | ---------- | --------- | --- | ------------------------------------------------------------------------------------------- | ----------- |
| 1    | 1    | 李维汉 （1896—1984）            |           | 湖南 长沙 | 1949年9月  | 1954年12月 | 5年2个月  | 中共中央统一战线工作部部长 中央人民政府政务院秘书长 中央人民政府民族事务委员会主任 中央人民政府对西藏首席全权代表    | 毛泽东                                                                                      | [ 5 ]       |
| 2    | 2    | 徐冰 （1903—1972）              |           | 河北 南宫 | 1954年12月 | 1959年4月  | 4年4个月  | 中共中央候补委员 全国人民代表大会常务委员会委员                                                                      | 周恩来                                                                                      | [ 6 ]       |
| 3    | 2    | 徐冰 （1903—1972）              | 1959年4月 | 河北 南宫 | 1964年12月 | 5年8个月   |           | 中共中央候补委员 全国人民代表大会常务委员会委员                                                                      | 周恩来                                                                                      | [ 6 ]       |
| 4    | 3    | 平杰三 （1906—2001）            |           | 河南 内黄 | 1964年12月 | 1978年2月  | 13年2个月 | 中国共产党中国人民政治协商会议全国委员会机关党组书记 中国人民政治协商会议全国委员会常务委员                          | 周恩来                                                                                      | [ 7 ] [ 8 ] |
| 5    | 4    | 齐燕铭 （蒙古族） （1907—1978） |           | 北京      | 1978年3月  | 1978年10月 | 7个月     | 中国共产党中国人民政治协商会议全国委员会机关党组书记 中国人民政治协商会议全国委员会常务委员                          | 邓小平                                                                                      | [ 9 ]       |
| 5    | 5    | 刘澜涛 （1910—1997）            |           | 陕西 米脂 | 1979年7月  | 1983年6月  | 3年11个月 | 中共中央顾问委员会常务委员 中国人民政治协商会议全国委员会副主席                                                      | 邓小平                                                                                      | [ 10 ]      |
| 6    | 6    | 彭友今 （1914—2005）            |           | 四川 大竹 | 1983年6月  | 1985年10月 | 2年4个月  | 中国共产党中国人民政治协商会议全国委员会机关党组书记 中国人民政治协商会议全国委员会常务委员                          | 邓颖超                                                                                      | [ 11 ]      |
| 6    | 7    | 周绍铮 （1926—2007）            |           | 浙江 慈溪 | 1986年4月  | 1988年4月  | 1年11个月 | 中国共产党中国人民政治协商会议全国委员会机关党组书记 中国人民政治协商会议全国委员会常务委员                          | 邓颖超                                                                                      | [ 12 ]      |
| 7    | 7    | 周绍铮 （1926—2007）            | 1988年4月 | 浙江 慈溪 | 1990年3月  | 3年11个月  | 李先念    | 中国共产党中国人民政治协商会议全国委员会机关党组书记 中国人民政治协商会议全国委员会常务委员                          |                                                                                             | [ 12 ]      |
| 7    | 8    | 宋德敏 （1930—2021）            |           | 吉林 东丰 | 1991年4月  | 1993年3月  | 李先念    | 1年11个月 | 中国共产党中国人民政治协商会议全国委员会机关党组书记 中国人民政治协商会议全国委员会常务委员 | [ 13 ]      |
| 8    | 8    | 宋德敏 （1930—2021）            | 1993年3月 | 吉林 东丰 | 1994年3月  | 1年        | 李瑞环    | | 中国共产党中国人民政治协商会议全国委员会机关党组书记 中国人民政治协商会议全国委员会常务委员 | [ 13 ]      |
| 8    | 9    | 朱训 （1930—）                  |           | 江苏 阜宁 | 1994年3月  | 1998年3月  | 李瑞环    | 4年 | 中国共产党中国人民政治协商会议全国委员会机关党组书记 中国人民政治协商会议全国委员会常务委员 | [ 14 ]      |
| 9    | 10   | 郑万通 （1941—）                |           | 天津      | 1998年3月  | 2003年3月  | 李瑞环    | 5年 | 中国共产党中国人民政治协商会议全国委员会机关党组书记                                        | [ 15 ]      |
| 10   | 10   | 郑万通 （1941—）                | 2003年3月 | 天津      | 2008年3月  | 5年        | 贾庆林    | | 中国共产党中国人民政治协商会议全国委员会机关党组书记                                        | [ 15 ]      |
| 11   | 11   | 钱运录 （1944—）                |           | 湖北 大悟 | 2008年3月  | 2013年3月  | 贾庆林    | 5年 | 中共中央委员 中国人民政治协商会议全国委员会副主席                                           | [ 16 ]      |
| 12   | 12   | 张庆黎 （1951—）                |           | 山东 东平 | 2013年3月  | 2018年3月  | 5年       | 中共中央委员 中国共产党中国人民政治协商会议全国委员会机关党组书记 中国人民政治协商会议全国委员会副主席               | 俞正声                                                                                      | [ 17 ]      |
| 13   | 13   | 夏宝龙 （1952—）                |           | 天津      | 2018年3月  | 2020年5月  | 2年2个月  | 中国共产党中国人民政治协商会议全国委员会机关党组书记 中国人民政治协商会议全国委员会副主席 国务院港澳事务办公室主任   | 汪洋                                                                                        | [ 18 ]      |
| 13   | 14   | 李斌 （女） （1954—）           |           | 辽宁 抚顺 | 2020年5月  | 2023年3月  | 2年9个月  | 中国共产党中国人民政治协商会议全国委员会机关党组书记 中国人民政治协商会议全国委员会副主席 中国宋庆龄基金会理事会主席 | 汪洋                                                                                        | [ 19 ]      |
| 14   | 15   | 王东峰 （1958—）                |           | 陕西 西安 | 2023年3月  | 现任       | 2年       | 中国人民政治协商会议全国委员会副主席                                                                                 | 王沪宁                                                                                      | [ 20 ]      |

## 在世前任秘书长
截至2025年3月，在世的前中国人民政治协商会议全国委员会秘书长有6位：
| 姓名   | 任期                | 出生日期與年齡     |
| ------ | ------------------- | ------------------ |
| 朱训   | 1994年3月—1998年3月 | 1930年5月（94歲）  |
| 郑万通 | 1998年3月—2008年3月 | 1941年5月（83歲）  |
| 钱运录 | 2008年3月—2013年3月 | 1944年10月（80歲） |
| 张庆黎 | 2013年3月—2018年3月 | 1951年1月（74歲）  |
| 夏宝龙 | 2018年3月—2020年5月 | 1952年12月（72歲） |
| 李斌   | 2020年5月—2023年3月 | 1954年10月（70歲） |

最近一位去世的前中国人民政治协商会议全国委员会秘书长是宋德敏，他于2021年5月13日在北京去世，享年91岁。